# Auckland Challenger 1991
L'Auckland Challenger 1991 è stato un torneo di tennis facente parte della categoria ATP Challenger Series nell'ambito dell'ATP Challenger Series 1991. Il torneo si è giocato a Auckland in Nuova Zelanda dal 18 al 24 novembre 1991 su campi in cemento.

## Vincitori

### Singolare
Simon Youl ha battuto in finale  Patrick Rafter con il punteggio di 3–6, 6–3, 6–1.

### Doppio
Bruce Derlin /  Carl Limberger hanno battuto in finale  David Adams /  Paul Hand con il punteggio di 6–4, 7–5.